# Karislojo kommunhus
Karislojo kommunhus (finska: Karjalohjan kunnantalo) är ett före detta kommunhus i Karislojo i Lojo stad i det finländska landskapet Nyland. Kommunhuset inhysande Karislojo kommuns kansli och beslutsfattande organ fram till 2013 när Karislojo kommun sammanlades med Lojo stad.

## Historia och arkitektur
Karislojo kommunhus färdigställdes år 1908 på samma plats där ett tidigare kommunhus hade funnits. Det tidigare kommunhuset hade brunnit samma år. Under åren har även Karislojo kantorsgård funnits i byggnaden samt med en folkskola och ett bibliotek. År 1952 byggdes en ny ingång till byggnaden.
Karislojo kommun sammanlades me Lojo stad år 2013. Efter kommunsammanslagningen fungerade Lojo stads servicepunkt i byggnaden. År 2016 beslöt staden att sälja huset. Samma år blev huset såld och omnämnd till Byhuset Kehrä (finska: Kylätalo Kehrä).